# 무명을 밝히고
무명을 밝히고는 BBS FM(수도권 FM 101.9㎒)에서 평일 오후 5시 5분부터 저녁 6시까지 방송되는 불교 관련 시사·교양 프로그램이다.

## 역사
1990년 5월 1일부터 BBS FM 개국과 함께 "무명을 밝히고"라는 제목으로 첫방송을 시작해, 2000년 10월 16일에 《지금은 불교시대》로 제목을 잠정 변경했다가, 2001년 10월 15일부터 원년 제목인 "무명을 밝히고"로  다시 환원했으며, 원래는 전국방송이었으나, 2006년 5월 1일부터 일부지역 자체방송으로 변경되었다.

## 진행
- 정준영 아나운서

## 역대 방송시간
| 방송 채널 | 방송 기간                           | 방송 시간                                                     | 제목            |
| --------- | ----------------------------------- | ------------------------------------------------------------- | --------------- |
| BBS FM    | 1990년 5월 1일 ~ 1990년 10월 20일   | 월~토요일 오후 5:05 ~ 저녁 6:00                               | 무명을 밝히고   |
| BBS FM    | 1990년 10월 22일 ~ 1991년 3월 30일  | 월~토요일 오후 5:10 ~ 저녁 6:00                               | 무명을 밝히고   |
| BBS FM    | 1991년 10월 21일 ~ 1992년 4월 11일  | 월~토요일 오후 5:10 ~ 저녁 6:00                               | 무명을 밝히고   |
| BBS FM    | 1992년 10월 5일 ~ 2000년 4월 1일    | 월~토요일 오후 5:10 ~ 저녁 6:00                               | 무명을 밝히고   |
| BBS FM    | 2001년 10월 15일 ~ 2003년 4월 19일  | 월~토요일 오후 5:10 ~ 저녁 6:00                               | 무명을 밝히고   |
| BBS FM    | 2004년 10월 11일 ~ 2005년 12월 3일  | 월~토요일 오후 5:10 ~ 저녁 6:00                               | 무명을 밝히고   |
| BBS FM    | 1991년 4월 1일 ~ 1991년 10월 19일   | 월~토요일 저녁 6:00 ~ 저녁 6:45                               | 무명을 밝히고   |
| BBS FM    | 1992년 4월 13일 ~ 1992년 10월 3일   | 월~토요일 저녁 6:00 ~ 저녁 6:45                               | 무명을 밝히고   |
| BBS FM    | 2000년 4월 3일 ~ 2000년 10월 15일   | 월~토요일 오후 5:10 ~ 저녁 6:00, 일요일 오후 5:20 ~ 저녁 6:00 | 무명을 밝히고   |
| BBS FM    | 2003년 4월 21일 ~ 2004년 10월 10일  | 월~토요일 오후 5:10 ~ 저녁 6:00, 일요일 오후 5:05 ~ 저녁 6:00 | 무명을 밝히고   |
| BBS FM    | 2005년 12월 5일 ~ 2007년 8월 31일   | 평일 오후 5:10 ~ 저녁 6:00                                    | 무명을 밝히고   |
| BBS FM    | 2016년 9월 5일 ~ 2020년 1월 3일     | 평일 오후 5:10 ~ 저녁 6:00                                    | 무명을 밝히고   |
| BBS FM    | 2007년 9월 3일 ~ 2008년 10월 11일   | 평일 오후 5:10 ~ 저녁 6:00, 토요일 오후 5:05 ~ 저녁 6:00      | 무명을 밝히고   |
| BBS FM    | 2008년 10월 13일 ~ 2011년 5월 1일   | 매일 오후 5:05 ~ 저녁 6:00                                    | 무명을 밝히고   |
| BBS FM    | 2013년 12월 2일 ~ 2016년 9월 4일    | 매일 오후 5:05 ~ 저녁 6:00                                    | 무명을 밝히고   |
| BBS FM    | 2011년 5월 2일 ~ 2011년 12월 2일    | 평일 오후 5:05 ~ 저녁 6:00                                    | 무명을 밝히고   |
| BBS FM    | 2012년 3월 19일 ~ 2012년 11월 9일   | 평일 오후 5:05 ~ 저녁 6:00                                    | 무명을 밝히고   |
| BBS FM    | 2020년 1월 6일 ~ 현재               | 평일 오후 5:05 ~ 저녁 6:00                                    | 무명을 밝히고   |
| BBS FM    | 2011년 12월 5일 ~ 2012년 3월 16일   | 평일 오후 5:05 ~ 오후 5:40                                    | 무명을 밝히고   |
| BBS FM    | 2012년 11월 12일 ~ 2013년 11월 29일 | 평일 오후 4:05 ~ 오후 5:40                                    | 무명을 밝히고   |
| BBS FM    | 2000년 10월 16일 ~ 2001년 4월 7일   | 월~토요일 오후 4:20 ~ 오후 5:55                               | 지금은 불교시대 |
| BBS FM    | 2001년 4월 9일 ~ 2001년 10월 13일   | 월~토요일 오후 5:10 ~ 저녁 6:00                               | 지금은 불교시대 |

## 지역국 자체 프로그램
※ 대구BBS, 광주BBS, 울산BBS, 청주BBS, 춘천BBS를 제외한 아래의 지역국은 자체 프로그램을 방송한다.
| 방송국                   | 프로그램 타이틀                       | 주파수                                               |
| BBS부산불교방송          |                                       |                                                      |
| ------------------------ | ------------------------------------- | ---------------------------------------------------- |
| BBS부산불교방송          | 부산BBS 무명을 밝히고 (월~목요일)     | FM 89.9㎒ (부산), FM 89.5㎒ (창원), FM 88.1㎒ (진주) |
| BBS부산불교방송          | 요일별 법문 (월~목요일)               | FM 89.9㎒ (부산), FM 89.5㎒ (창원), FM 88.1㎒ (진주) |
| BBS부산불교방송          | 담산스님의 음악선물 (금~토요일)       | FM 89.9㎒ (부산), FM 89.5㎒ (창원), FM 88.1㎒ (진주) |
| BBS제주불교방송          |                                       |                                                      |
| 가릉빈가의 노래          | FM 94.9㎒ (제주), FM 100.5㎒ (서귀포) |                                                      |
| 내 생에 가장 행복한 순간 | FM 94.9㎒ (제주), FM 100.5㎒ (서귀포) |                                                      |
| 제주의 법향              | FM 94.9㎒ (제주), FM 100.5㎒ (서귀포) |                                                      |
| 100세 시대 죽음을 배우다 | FM 94.9㎒ (제주), FM 100.5㎒ (서귀포) |                                                      |